# Österrikiska mästare i fotboll
Österrikiska mästare i fotboll koras sedan säsongen 1974/75 genom Österreichische Fußball-Bundesliga.

## Österrikiska mästare

### Wiens stadsmästerskap
- 1911/1912 SK Rapid Wien
- 1912/1913 SK Rapid Wien
- 1913/1914 Wiener Association FC
- 1914/1915 Wiener AC
- 1915/1916 SK Rapid Wien
- 1916/1917 SK Rapid Wien
- 1917/1918 Floridsdorfer AC
- 1918/1919 SK Rapid Wien
- 1919/1920 SK Rapid Wien
- 1920/1921 SK Rapid Wien
- 1921/1922 Wiener SC
- 1922/1923 SK Rapid Wien
- 1923/1924 Amateure Wien (dagens FK Austria Wien)
- 1924/1925 Hakoah Wien
- 1925/1926 Amateure Wien
- 1926/1927 SK Admira Wien
- 1927/1928 SK Admira Wien
- 1928/1929 SK Rapid Wien
- 1929/1930 SK Rapid Wien
- 1930/1931 First Vienna FC 1894 Wien
- 1931/1932 SK Admira Wien
- 1932/1933 First Vienna FC 1894 Wien
- 1933/1934 SK Admira Wien
- 1934/1935 SK Rapid Wien
- 1935/1936 SK Admira Wien
- 1936/1937 SK Admira Wien
- 1937/1938 SK Rapid Wien

### Gauliga Ostmark
- 1938/1939 SK Admira Wien
- 1939/1940 SK Rapid Wien
- 1940/1941 SK Rapid Wien
- 1941/1942 First Vienna FC 1894 Wien
- 1942/1943 First Vienna FC 1894 Wien
- 1943/1944 First Vienna FC 1894 Wien
- Inget mästerskap 1944/45

### Wiens stadsmästerskap
- 1945/1946 SK Rapid Wien
- 1946/1947 SC Wacker Wien
- 1947/1948 SK Rapid Wien
- 1948/1949 Austria Wien

### Staatsliga
- 1949/1950 FK Austria Wien
- 1950/1951 SK Rapid Wien
- 1951/1952 SK Rapid Wien
- 1952/1953 FK Austria Wien
- 1953/1954 SK Rapid Wien
- 1954/1955 First Vienna FC 1894 Wien
- 1955/1956 SK Rapid Wien
- 1956/1957 SK Rapid Wien
- 1957/1958 Wiener SC
- 1958/1959 Wiener SC
- 1959/1960 SK Rapid Wien
- 1960/1961 FK Austria Wien
- 1961/1962 FK Austria Wien
- 1962/1963 FK Austria Wien
- 1963/1964 SK Rapid Wien
- 1964/1965 LASK Linz

### Nationalliga
- 1965/1966 SK Admira Wien
- 1966/1967 SK Rapid Wien
- 1967/1968 SK Rapid Wien
- 1968/1969 FK Austria Wien
- 1969/1970 FK Austria Wien
- 1970/1971 FC Wacker Innsbruck
- 1971/1972 SSW Innsbruck
- 1972/1973 SSW Innsbruck
- 1973/1974 VOEST Linz

### Bundesliga
- 1974/1975 SSW Innsbruck
- 1975/1976 Austria Wien
- 1976/1977 SSW Innsbruck
- 1977/1978 FK Austria Wien
- 1978/1979 FK Austria Wien
- 1979/1980 FK Austria Wien
- 1980/1981 FK Austria Wien
- 1981/1982 SK Rapid Wien
- 1982/1983 SK Rapid Wien
- 1983/1984 FK Austria Wien
- 1984/1985 FK Austria Wien
- 1985/1986 FK Austria Wien
- 1986/1987 SK Rapid Wien
- 1987/1988 SK Rapid Wien
- 1988/1989 FC Swarovski Tirol
- 1989/1990 FC Swarovski Tirol
- 1990/1991 FK Austria Wien
- 1991/1992 FK Austria Wien
- 1992/1993 FK Austria Wien
- 1993/1994 Austria Salzburg
- 1994/1995 Austria Salzburg
- 1995/1996 SK Rapid Wien
- 1996/1997 Austria Salzburg
- 1997/1998 SK Sturm Graz
- 1998/1999 SK Sturm Graz
- 1999/2000 FC Tirol Innsbruck
- 2000/2001 FC Tirol Innsbruck
- 2001/2002 FC Tirol Innsbruck
- 2002/2003 FK Austria Wien
- 2003/2004 Grazer AK
- 2004/2005 SK Rapid Wien
- 2005/2006 FK Austria Wien
- 2006/2007 FC Red Bull Salzburg
- 2007/2008 SK Rapid Wien
- 2008/2009 FC Red Bull Salzburg
- 2009/2010 FC Red Bull Salzburg
- 2010/2011 SK Sturm Graz
- 2011/2012 FC Red Bull Salzburg
- 2012/2013 FK Austria Wien
- 2013/2014 FC Red Bull Salzburg
- 2014/2015 FC Red Bull Salzburg
- 2015/2016 FC Red Bull Salzburg
- 2016/2017 FC Red Bull Salzburg
- 2017/2018 FC Red Bull Salzburg
- 2018/2019 FC Red Bull Salzburg
- 2019/2020 FC Red Bull Salzburg
- 2020/2021 FC Red Bull Salzburg
- 2021/2022 FC Red Bull Salzburg
- 2022/2023 FC Red Bull Salzburg
- 2023/2024 SK Sturm Graz